# Déplacement animal à la surface de l'eau

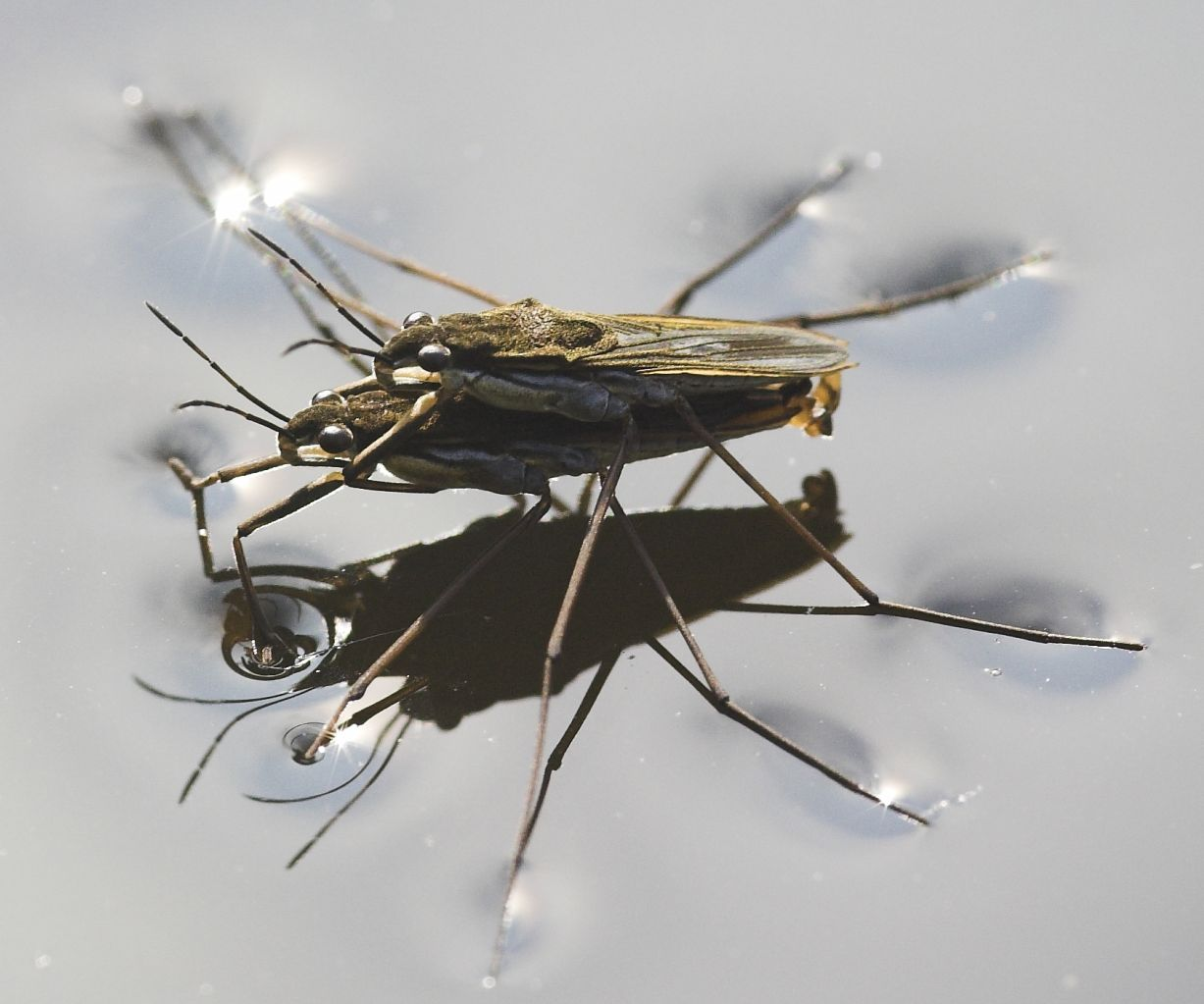
Les gerridés ou « araignées d'eau » peuvent se déplacer à la surface de l'eau.

Le déplacement animal à la surface de l'eau est un mode de locomotion pratiqué par des animaux suffisamment légers (araignées d'eau) pour pouvoir rester en surface en s'appuyant sur la tension superficielle ou suffisamment rapides (basilics appelés « lézards Jésus-Christ ») pour produire une réaction hydrodynamique suffisante.

## Gerridés
Les Gerridés utilisent la tension superficielle de l'eau (environ 0.07 N/m) qui permet de supporter un poids {\displaystyle F=\gamma p} (tension × périmètre d'appui) de 0.42 mN par patte (soit environ deux fois le besoin pour 4 pattes porteuses).

## Basilic
Le basilic y parvient en plongeant rapidement les pattes dans l'eau ce qui lui permet d'exploiter séquentiellement trois forces de réaction hydrodynamiques :
1. la masse ajoutée à l'impact (force d'inertie liée à l'accélération de l'eau sous la patte) ;
2. la trainée cinématique liée à la vitesse de pénétration de la patte dans l'eau ;
3. la poussée hydrostatique car en pénétrant brutalement dans l'eau, la patte entraine un manchon d'air  autour d'elle, lequel se comporte comme une bouée le temps que l'eau reprenne sa place[1].

## Humains
Pour qu'un humain puisse « marcher » sur l'eau, il faudrait qu'il frappe l'eau à plus de 30 m/s (108 km/h) ce qui est inaccessible en termes de puissance.
On peut y parvenir en marchant rapidement sur un bain de farine de maïs (ajout dans de l'eau de deux tiers de Maïzena), mélange qui donne une substance dont la viscosité varie en fonction de la contrainte mécanique appliquée (il se comporte comme un solide lorsqu'une violente pression est exercée dessus).